# Райналд I (Бургундия)
Райналд I (на френски: Renaud I, Rainald I; * 986; † 3/4 септември 1057) от династията Бургундия-Иврея, е от 1026 г. граф на Бургундия (днешния Франш Конте).

## Живот
Той е син на граф Ото Вилхелм († 1026) и Ерментруда от Руси († 1002/1005), вдовица на граф Обри II от Макон и дъщеря на граф Райналд от Руси. По бащина линия той е внук на маркграф и крал Адалберт II.
Баща му се жени пр. 1016 г. за Аделхайд (или Аделаида, или Бланш) от Анжу († 1026), дъщеря на граф Фулко II, вдовица на граф Стефан от Gévaudan, разведена съпруга на Луи V.
Райналд I се жени пр. 1 септември 1016 г. за Аделеида (Юдит) от Нормандия († 7 юли или 27 юли 1037) от Ролонидите, дъщеря на херцог Рихард II и Юдит от Бретан. През 1020 г. се ражда неговият син Гийом I (Вилхелм I Велики), който го наследява като граф.
През 1032 г. умира крал Рудолф III от Бургундия без наследници и оставя Бургундия, според стар договор от 1026 г., на император Конрад II, който поема наследството, с което и графство Бургундия става част от Свещената Римска империя.
Райналд умира през 1057 г. и е погребан в катедралата на Безансон.

## Деца
Райналд и Аделеида (Юдит) имат четирима сина:
- Вилхелм I Велики (* ок. 1020, † 12 ноември 1087), от 1057 граф на Бургундия, от 1078 граф на Макон; жена: 1049/1057 Стефания дьо Лонгви (1035 – 10 октомври 1092), дъщеря на Адалберт (херцог на Горна Лотарингия).
- Ги (Гуи, † 1069), граф на Вернон и Брион
- Хуго († сл. 1045), vicomte de Lons-le-Saunier,
- Фулк